# Quad Cities Criterium
Le Quad Cities Criterium est une course cycliste américaine qui se déroule le week-end du Memorial Day à Davenport, dans l'État de l'Iowa. Organisé depuis 1964, il s'agit de l'un des plus anciens critériums encore disputés sur le territoire américain. 

## Histoire
À sa création en 1964, la course est dénommée The Kermess. Elle attire un peu plus de 40 participants au départ et 3000 spectateurs massés au bord des routes. L'année suivante, elle prend l’appellation de Moline Criterium. Elle n'est pas organisée durant deux ans, en 1971 et 1972. 
Au fil des éditions, l'épreuve gagne en notoriété, et attire de plus en plus de cyclistes. L'édition 1992 atteint un point culminant avec 649 cyclistes engagés. En 1997, elle prend le nom de Quad Cities Criterium et change de parcours pour se tenir à Rock Island. Depuis 2014, la compétition se déroule dans la ville de Davenport.
En 2017, elle change de nouveau de nom pour devenir le Kwik Star Criterium, du nom du sponsor Kwik Star Convenience, qui devient le principal commanditaire de l'épreuve. L'édition 2020 est annulée en raison du contexte sanitaire lié à la pandémie de Covid-19.

## Palmarès

### Élites Hommes
| Année                 | Vainqueur             | Deuxième            | Troisième           |  |
| The Kermess           |                       |                     |                     |  |
| --------------------- | --------------------- | ------------------- | ------------------- |  |
| 1964                  | Tom Veitenhaus        |                     |                     |  |
| Moline Criterium      |                       |                     |                     |  |
| 1965                  | Eddy Doerr            |                     |                     |  |
| 1966                  | Eddy Doerr            |                     |                     |  |
| 1967                  | Eddy Doerr            |                     |                     |  |
| 1968                  | Olaf Moetus           |                     |                     |  |
| 1969                  | John Howard           |                     |                     |  |
| 1970                  | Seig Koch             |                     |                     |  |
| 1971-1972             | pas de course         | pas de course       | pas de course       |  |
| 1973                  | Jim Crue              |                     |                     |  |
| 1974                  | Dave Hayes            |                     |                     |  |
| 1975                  | LeRoy Johnson         |                     |                     |  |
| 1976                  | Noël Dejonckheere     |                     |                     |  |
| 1977                  | Brent Emery           |                     |                     |  |
| 1978                  | Jeff Bradley (en)     |                     |                     |  |
| 1979                  | Fabio Orlandi         |                     |                     |  |
| 1980                  | Gerry Fornes          |                     |                     |  |
| 1981                  | Charles Holbrook      |                     |                     |  |
| 1982                  | Michael Farrell       |                     |                     |  |
| 1983                  | Russell Williams (en) |                     |                     |  |
| 1984                  | Russell Williams (en) |                     |                     |  |
| 1985                  | Mike Kong             |                     |                     |  |
| 1986                  | Dan Vogt              |                     |                     |  |
| 1987                  | Thomas Prehn (en)     |                     |                     |  |
| 1988                  | Tom Schuler (en)      |                     |                     |  |
| 1989                  | Tom Schuler (en)      | Tom Valente         | Tommy Matush        |  |
| 1990                  | Paul King             | Scott Mercier       | Tom Valente         |  |
| 1991                  | Alex Weil             | Chris Hayes         |                     |  |
| 1992                  | Tommy Matush          | Tom Schuler (en)    | Lee Forster         |  |
| 1993                  | Chris Yenkey          | Eamon Rooney        | Peter Coons         |  |
| 1994                  | Chris Yenkey          | Steve Tilford       | Pauly Burke (en)    |  |
| 1995                  | Steve Sevener         | Kenny Fritts        | Robbie Ventura (en) |  |
| 1996                  | Robbie Ventura (en)   | Steve Sevener       | Todd Littlehales    |  |
| Quad Cities Criterium |                       |                     |                     |  |
| 1997                  | Robbie Ventura (en)   | David McCook        | Steve Sevener       |  |
| 1998                  | Chris Washkevich      | Robbie Ventura (en) | Damian Keckeisen    |  |
| 1999                  | Steve Sevener         |                     | Matt Minard         |  |
| 2000                  | Ryan Peterson         | Dale Sedgwick       | Steve Cate          |  |
| 2001                  | Robbie Ventura (en)   | Paul Martin         | Steve Cate          |  |
| 2002                  | Robbie Ventura (en)   | Victor Repinski     | Jay Sweet           |  |
| 2003                  | Hayden Godfrey        | Jason Waddell       | Peter Hanna         |  |
| 2004                  | Carlos Vargas         | Frank Dierking      | Aron Huerta         |  |
| 2005                  | Brian Jensen          | John Puffer         | Ben Raby            |  |
| 2006                  | John Puffer           | Robbie Ventura (en) | Andrew Carter       |  |
| 2007                  | Eric Marcotte         | Brian Jensen        | Paul Martin         |  |
| 2008                  | Eric Marcotte         | Chad Hartley        | Steve Tilford       |  |
| 2009                  | Adam Bergman (en)     | Greg Christian      | Steve Tilford       |  |
| 2010                  | Andrew Carter         | Chad Burdzilauskas  | Colton Barrett      |  |
| 2011                  | Juan Pablo Dotti      | Eric Marcotte       | Jonathan Jacob      |  |
| 2012                  | Chad Burdzilauskas    | Luca Damiani        | Ryan Aitcheson      |  |
| 2013                  | Adam Leibovitz        | Colton Barrett      | Griffin Easter      |  |
| 2014                  | Daniel Holloway       | Alexander Ray       | Toms Skujinš        |  |
| 2015                  | Joshua Johnson        | Micah Engle         | David Goodman       |  |
| 2016                  | Joshua Johnson        | Max Ackermann       | Bryan Gómez         |  |
| Kwik Star Criterium   |                       |                     |                     |  |
| 2017                  | George Simpson        | Bryan Gómez         | Joshua Johnson      |  |
| 2018                  | Jarret Oldham         | Daniel Summerhill   | Ryan Knapp          |  |
| 2019                  | Daniel Summerhill     | John Heinlein       | Daniel Lausin       |  |
| 2020-2021             | Pas organisé          | Pas organisé        | Pas organisé        |  |
| 2022                  | Andrew Dillman        | Kyle Perry          | Sam Morris          |  |
| 2023                  | Andrew Dillman        | Jeremiah Stoller    | Sam Morris          |  |
| 2024                  | Cade Bickmore         | Ben Oliver          | Nolan Church        |  |
| Quad Cities Criterium |                       |                     |                     |  |
| 2025                  | Aaron Beebe           | Tim Smith           | Conor Mullervy      |  |

### Élites Femmes
| Année                 | Vainqueur            | Deuxième               | Troisième          |
| Moline Criterium      |                      |                        |                    |
| --------------------- | -------------------- | ---------------------- | ------------------ |
| 1973                  | Debbie Bradley       |                        |                    |
| 1974                  | Debbie Bradley       |                        |                    |
| 1975-1977             | ?                    | ?                      | ?                  |
| 1978                  | Debbie Bradley       |                        |                    |
| 1979-1981             | ?                    | ?                      | ?                  |
| 1982                  | Sheila Young         |                        |                    |
| 1983                  | Connie Paraskevin    |                        |                    |
| 1984                  | ?                    | ?                      | ?                  |
| 1985                  | Diane Moede          |                        |                    |
| 1986                  | Pat Shay             |                        |                    |
| 1987                  | Marilyn Larsen       |                        |                    |
| 1988                  | Annette Madigan      |                        |                    |
| 1989                  | Liz Heller           |                        |                    |
| 1990                  | Annette Madigan      | Liz Heller             | Anita Merbach      |
| 1991                  | Gail Holiday         | Annette Madigan        | Traci Johnson      |
| 1992                  | Karen Dunne          | Leslie Winters         | Lia Adams          |
| 1993                  | Deirdre Demet-Barry  | Leslie Winters         | Elaine Nekritz     |
| 1994                  | Karen Dunne          | Annette Madigan        | Lia Adams          |
| 1995                  | Elaine Nekritz       | Jeanette Norris        | Dana Vicker        |
| 1996                  | Annette Madigan      | Christina Dekraay      | Dana Vicker        |
| Quad Cities Criterium |                      |                        |                    |
| 1997                  | Kendra Wenzel        | Karen Dunne            | Bonnie Breeze      |
| 1998                  | Sherri Stedje        | Andrea Smessaert       | Debra Pilger       |
| 1999                  | Andrea Bosman        | Cynthia Mommsen        | Kerry Hellmuth     |
| 2000                  | Andrea Smessaert     | Sherri Stedje          | Cynthia Mommsen    |
| 2001                  | Sherri Stedje        | Debbie Dust            | Brenda Black       |
| 2002                  | Andrea Hannos (en)   | Sherri Stedje          | Kerry Soraci       |
| 2003                  | Sherri Stedje        | Kelly Benjamin         | Jenn Wangerin      |
| 2004                  | Magen Long           | Lisa Vetterlein        | Rachel Couch       |
| 2005                  | Sherri Stedje        |                        | Megan Elliott      |
| 2006                  | Molly Vetter-Smith   | Sherri Stedje          | Natalie Klemko     |
| 2007                  | Catherine Walberg    | Samantha Schneider     | Mindi Martin       |
| 2008                  | Samantha Schneider   | Briana Kovac           | Catherine Walberg  |
| 2009                  | Meredith Miller      | Kristen Meshberg       | Samantha Schneider |
| 2010                  | Kristen Meshberg     | Katie Spittlehouse     | Michelle Jensen    |
| 2011                  | Stacy Appelwick      | Coryn Rivera           | Holly Mathews      |
| 2012                  | Jessica Prinner (en) | Debbie Milne           | Hayley Giddens     |
| 2013                  | Madeleine Pape       | Jeannie Kuhajek        | Mia Loquai         |
| 2014                  | Gwen Inglis          | Abby Ruess             | Kelly Catlin       |
| 2015                  | Rosemary Penta       | Vanessa Curtis         | Gwen Inglis        |
| 2016                  | Vanessa Curtis       | Tabitha Sherwood       | Anya Malarski      |
| Kwik Star Criterium   |                      |                        |                    |
| 2017                  | Jeannie Kuhajek      | Alijah Beatty          | Vanessa Curtis     |
| 2018                  | Molly Clark-Oien     | Faith Montreuil        | Ashley Weaver      |
| 2019                  | Gwen Inglis          | Carlyn Jackson         | Tabitha Sherwood   |
| 2020-2021             | Pas organisé         | Pas organisé           | Pas organisé       |
| 2022                  | Peta Mullens         | Rylee McMullen         | Arielle Coy        |
| 2023                  | Rylee McMullen       | Jane Tullis            | Staci McCudden     |
| 2024                  | Elizabeth Dixon      | Daphne Karagianis (en) | Peta Mullens       |
| Quad Cities Criterium |                      |                        |                    |
| 2025                  | Gabriela Guerra      | Camille Wirkus         | Allison Edgar      |